# جين ستارك
جين ستارك (بالإنجليزية: Jen Stark)‏ هي نحّاتة وفنانة أمريكية، ولدت في 1983.